# Portada/article setembre 14

## Joan Miró i Ferrà
Joan Miró i Ferrà (Barcelona, 1893 - Palma, 1983) va ser un pintor, escultor, gravador i ceramista català, considerat un dels màxims representants del surrealisme. A la seva obra va reflectir el seu interès pel subconscient i pel seu país. Les seves primeres obres mostren fortes influències fauvistes, cubistes i expressionistes, evolucionant cap a una pintura més plana, com ho és el seu conegut quadre La masia, de 1921-1922, que evoca el mas d'estiueig de la família a Mont-roig del Camp. A partir de la seva estada a París, la seva obra es torna més onírica, coincidint amb les directrius del surrealisme però sense arribar a incorporar-se formalment a aquest moviment. En nombroses entrevistes i escrits que daten de la dècada del 1930, Miró va manifestar el seu desig d'abandonar els mètodes convencionals de pintura. Més endavant l'autor mostra interès per l'espiritualitat japonesa de tipus zen i per l'expressionisme abstracte dels Estats Units. Als anys 50 es va instal·lar a Palma.